# Заречье (Мостисская городская община)
Заречье (укр. Заріччя) — село в Мостисской городской общине Яворовского района Львовской области Украины.
Население по переписи 2001 года составляло 670 человек. Занимает площадь 1,264 км². Почтовый индекс — 81341. Телефонный код — 3234.